# 東公園 (岡崎市)

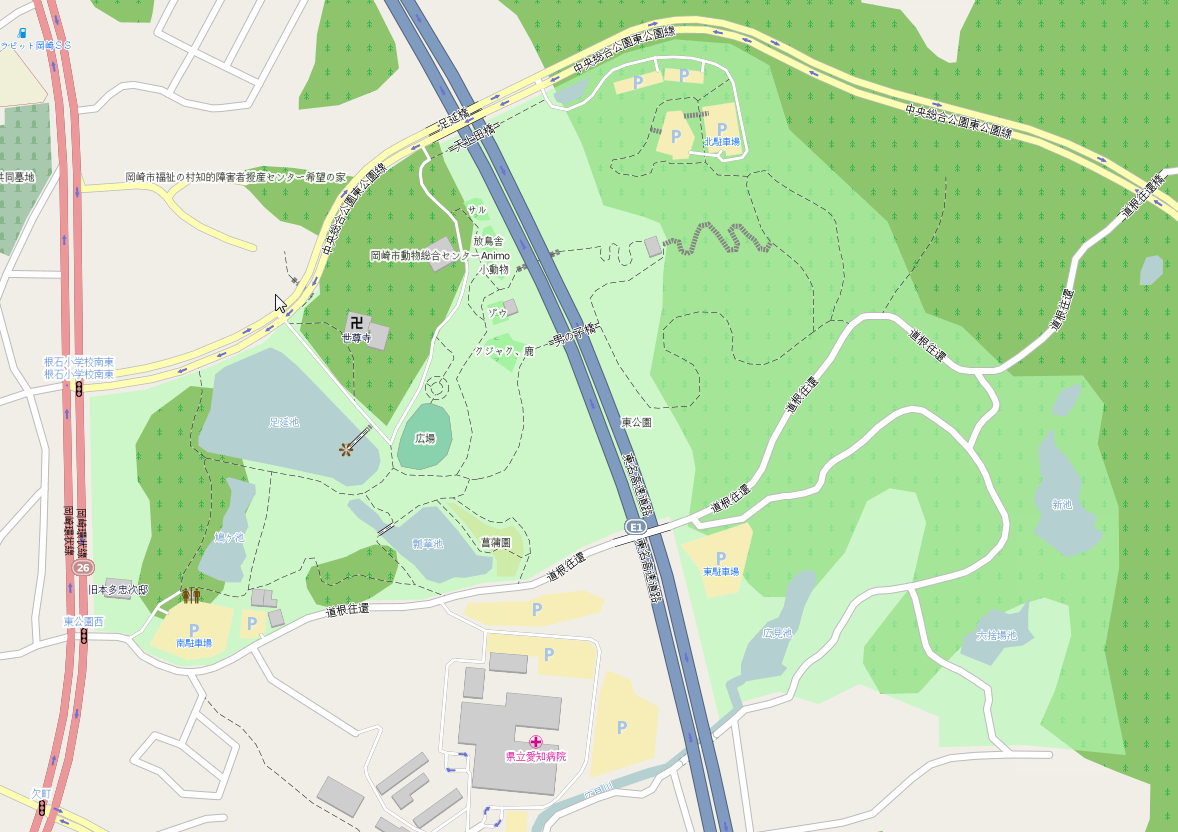
愛知県岡崎市欠町。各施設の記された東公園の地図。

東公園（ひがしこうえん）は、愛知県岡崎市欠町にある都市公園（総合公園）である。1928年（昭和3年）4月に開園した。

## 概要
東公園動物園も含め入園は無料である（旧本多忠次邸のみ有料）。園内にはいくつかの池があるが、これらはもともと灌漑用の溜池として使われていたものである。春にはサクラ、初夏はハナショウブやアジサイ、秋には紅葉が楽しめる。岡崎観光きらり百選に選定されている。

## 施設

### 東公園動物園
1983年（昭和58年）5月1日、オープン。入園は無料。開園時間は9時から16時30分まで。休園日は月曜日（月曜日が祝日の場合は翌日以降の最初の祝日でない日）と年末年始（12月29日～1月2日）。
アジアゾウの「ふじ子」、ニホンジカ、ミニチュアホース、ポニー、ラマ、ニホンザル、リスザル、プレーリードッグ、ミーアキャット、マーラ、フラミンゴ、クジャク、キバタン、アオボウシインコ、ルリコンゴウインコ、ヒツジ、シバヤギ、ケヅメリクガメ、ウサギ、モルモットなどが飼育されている。また、小動物と触れ合うことのできる「動物ふれあい広場」がある。
動物園ができた経緯、ゾウのふじ子（スリランカにて1968年4月10日誕生）が来た経緯は次のとおりである。
1980年（昭和55年）、岡崎公園内において歴史博物館（三河武士のやかた家康館）の建設工事が始まった。
1981年（昭和56年）9月、家康館の工事に伴い、岡崎公園内の動物園の一部を東公園に移設することが、市議会で報告された。
1982年（昭和57年）7月、岡崎市の親善都市・福山市の市議会議長で、当時全国市議会議長会の会長を務めていた門田武雄が岡崎市を訪問。同市の世界家畜動物園構想に共鳴した門田は、自身の経営する遊園地「赤坂遊園」に住むふじ子を贈呈することを申し出た。門田と親しかった中根鎭夫市長らが譲ってほしいと要望したとも言われている。同年12月8日、ふじ子は岡崎市に到着。動物園の開園に先立つ12月18日に象舎落成式が行われた。
2017年（平成29年）4月29日、新しいゾウ舎が完成した。
2025年（令和7年）7月30日、ゾウのふじ子が死亡。57歳だった。

### 花菖蒲園
1964年（昭和39年）にオープン。毎年6月「菖蒲まつり」が開催され、夜間はライトアップが行われる。
2,900m2の花菖蒲園には90～110品種、10,000株のハナショウブがある。

### 岡崎市動物総合センター・Animo
2008年（平成20年）3月29日、オープン。当センターは、市と保健所が受け持つ動物愛護、動物園管理、野生動物保護、農務課畜産班の業務を集約する施設として設置された。愛称の「Animo（あにも）」は全国1,683点の応募の中から選ばれた。市の選考の結果、8点が候補に絞られ、そこから市民による投票で決められた。
当センターのオープン日に前述の「動物ふれあい広場」もオープンした。

### 恐竜モニュメント
2014年（平成26年）、市内在住の篤志家が内田康宏市長に面会した際、内田が東公園の一部を「恐竜の森」として整備する構想を話すと、篤志家は1億円の寄付を申し出た。この寄付金を元手に5体の恐竜のモニュメント（ブラキオサウルス、ティラノサウルス、プテラノドン、トリケラトプス2体）が時計塔前広場に設置されることとなった。
2015年（平成27年）3月29日、オープン。高さ14メートルのブラキオサウルスは国内最大級だという。
その後さらに篤志家から寄付があり、2018年（平成30年）3月1日、体長9メートル、高さ3.6メートルの原寸大のトリケラトプスと、背中部分にすべり台のついたスピノサウルスが設置された。また、恐竜が横に座る木製ベンチ4基が設置された。これらモニュメントのある一角は「恐竜広場」に改称した。

### 多目的広場
2019年（平成31年）4月17日、市は多目的広場に大型の木製遊具などを並べた「木製遊具広場」を整備すると発表した。恐竜モニュメントを2度にわたって寄贈した篤志家が製作費、設置費込みで遊具を寄贈。寄付相当額は約5,000万円。同年8月26日、階段付きの滑り台や帆船をかたどった遊具など12種類13基が広場の外周に沿って設置された。同時に、熱中症対策のために植栽も行われた。

### 旧本多忠次邸
2012年（平成24年）7月6日、オープン。沿革は下記のとおり。
本多忠次は子爵本多忠敬の次男として、1896年（明治29年）7月、東京市本郷区（現・文京区）に生まれた。忠次は敷地選定から建築基本設計を自身で手がけ、1931年（昭和6年）から1932年（昭和7年）にかけて、東京府荏原郡駒沢町（現・東京都世田谷区野沢3丁目）にスパニッシュ様式を基調とした住宅を建築した。1999年（平成11年）8月、本多忠次が死去。これに伴い約7億円の相続税の支払い問題が発生した。2000年（平成12年）2月14日、世田谷区教育委員会の文化財担当者は、本多家とのゆかりの深い岡崎市に、忠次の邸宅の移築復元を検討してもらえないかと打診。同年4月4日、中根鎭夫市長ならびに市職員ら13名は現地を視察。5月19日、所有者本多家から寄付の申出があり、協議が成立。邸宅は5月30日に解体され、建築部材は7月にかけて4トントラック12回に分けて岡崎市へ搬入された。移送された部材は市でしばらく保管され、2008年（平成20年）4月、邸宅と壁泉の一部を東公園に移築することが決定。2012年（平成24年）1月31日に復元工事が完了した。
2014年（平成26年）10月7日、「旧本多家住宅主屋」として国の登録有形文化財に登録された。

### その他の施設・見どころ
- 本多光太郎資料館
- 志賀重昂の墓と銅像 - 墓は1930年（昭和5年）に、銅像は1975年（昭和50年）に建立された。
- 南北亭 - 志賀重昂が世界各地で収集した木、竹、石を用いて1911年（明治44年）に東京市代々木の自邸内に建てた。元の名を「四松庵」という。1929年（昭和4年）に移築した際に名を改めた。
- 等澍庵 - 1831年（天保2年）に建てられたと言われている。茶道宗徧流の再興者として知られる不蔵庵龍渓が設計した。1983年（昭和58年）に移築された[37]。
- 世尊寺
- 岡田撫琴の句碑 - 等澍庵の隣にある。
- 藤井達吉の歌碑
- 近藤孝太郎の歌碑 - 世尊寺の境内にある。
- 海の記念碑 - 1977年（昭和52年）3月13日に岡崎市海友会によって建立された。防衛庁からの払い下げで入手した戦艦長門の後部甲板の副錨も併せて設置された[38]。

## ギャラリー

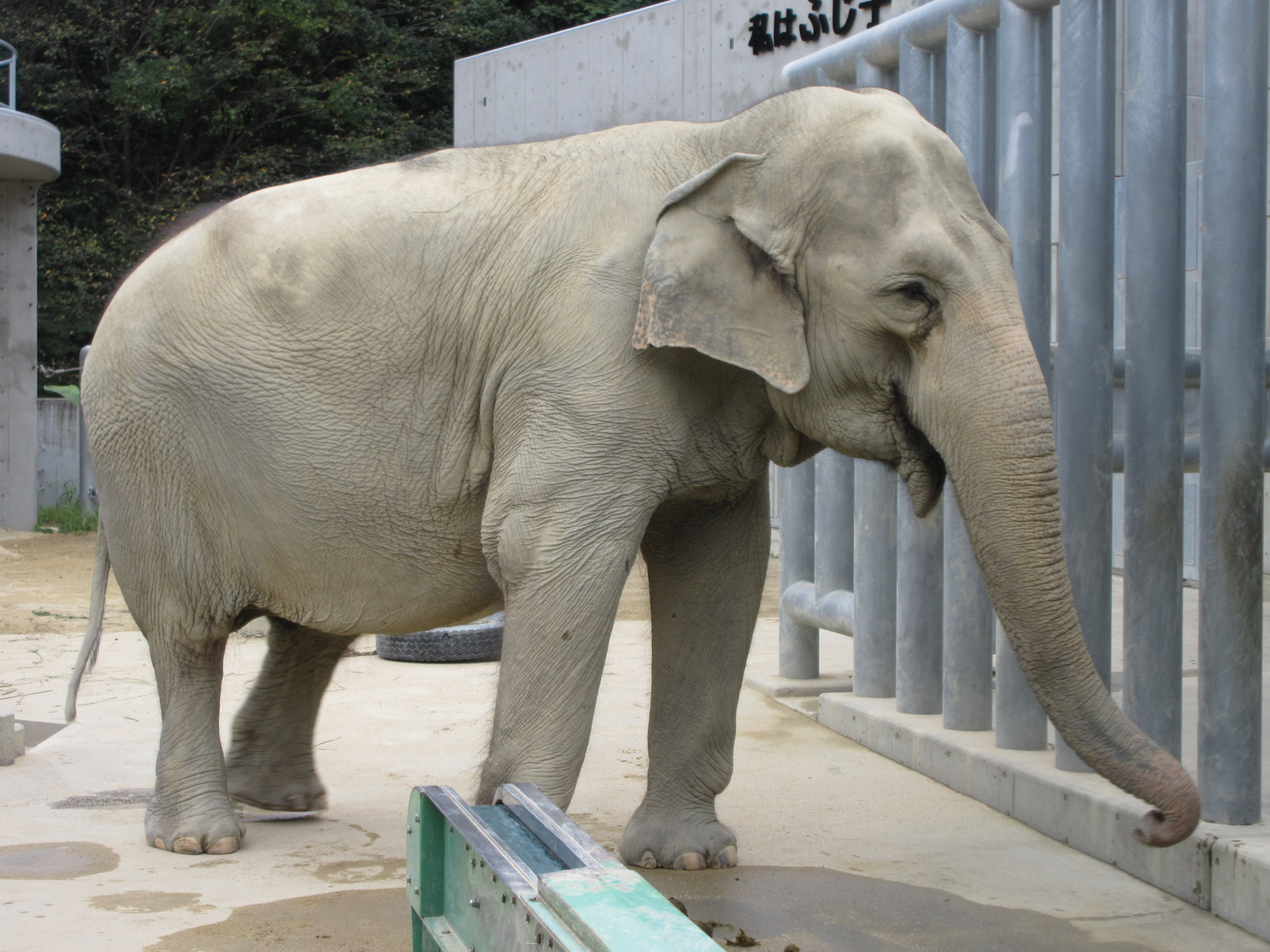
象のふじ子
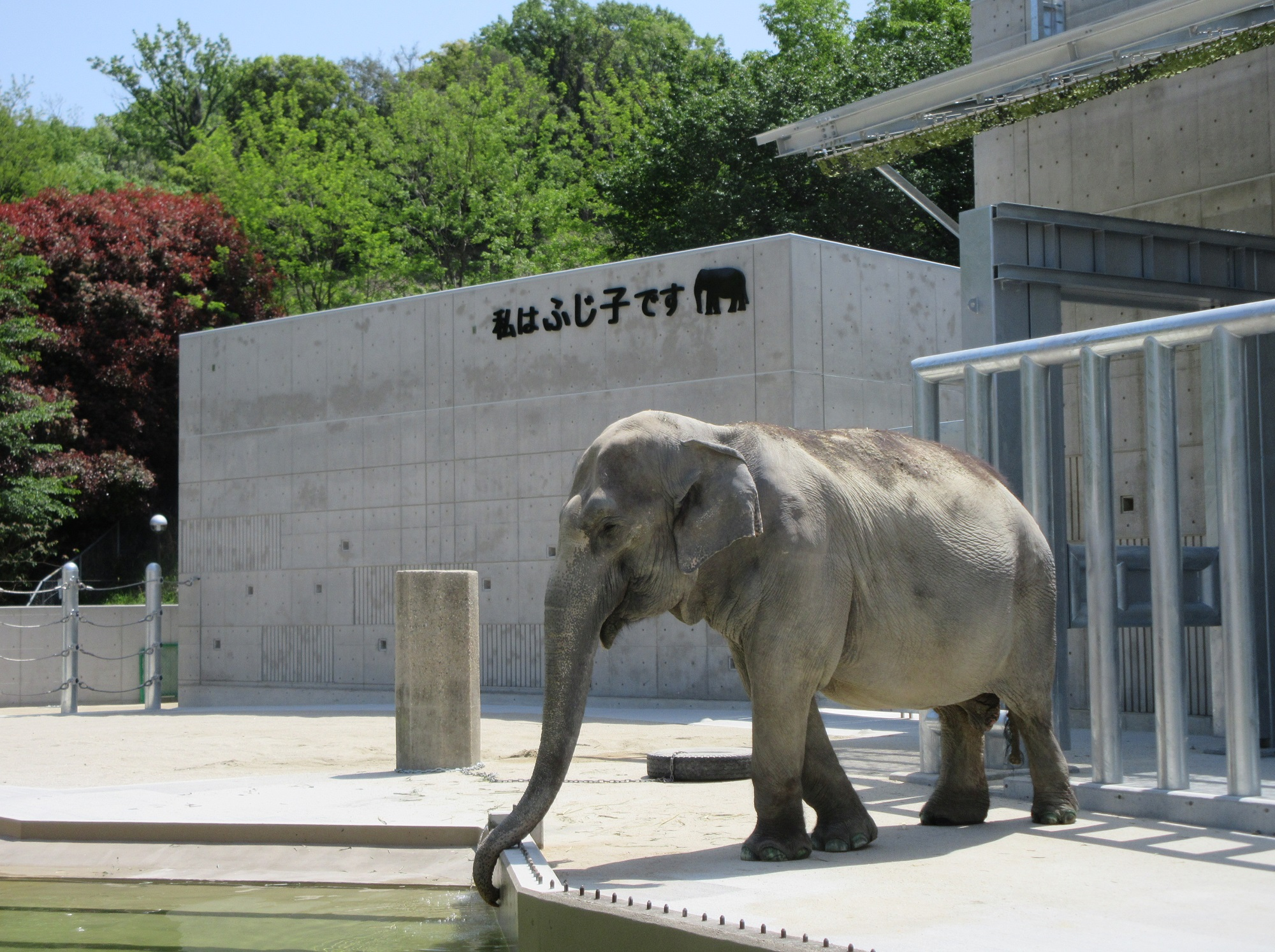
象のふじ子
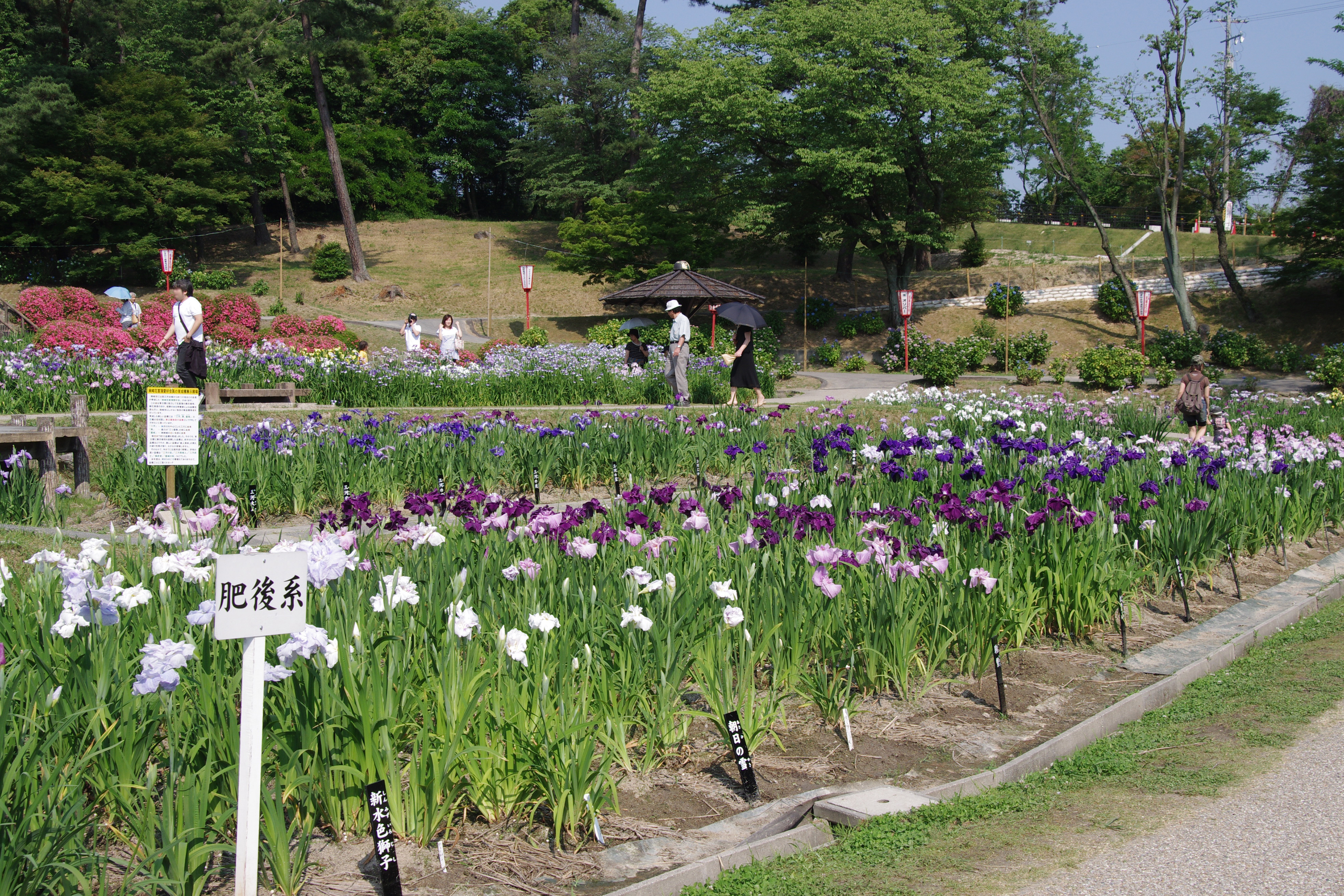
花菖蒲園
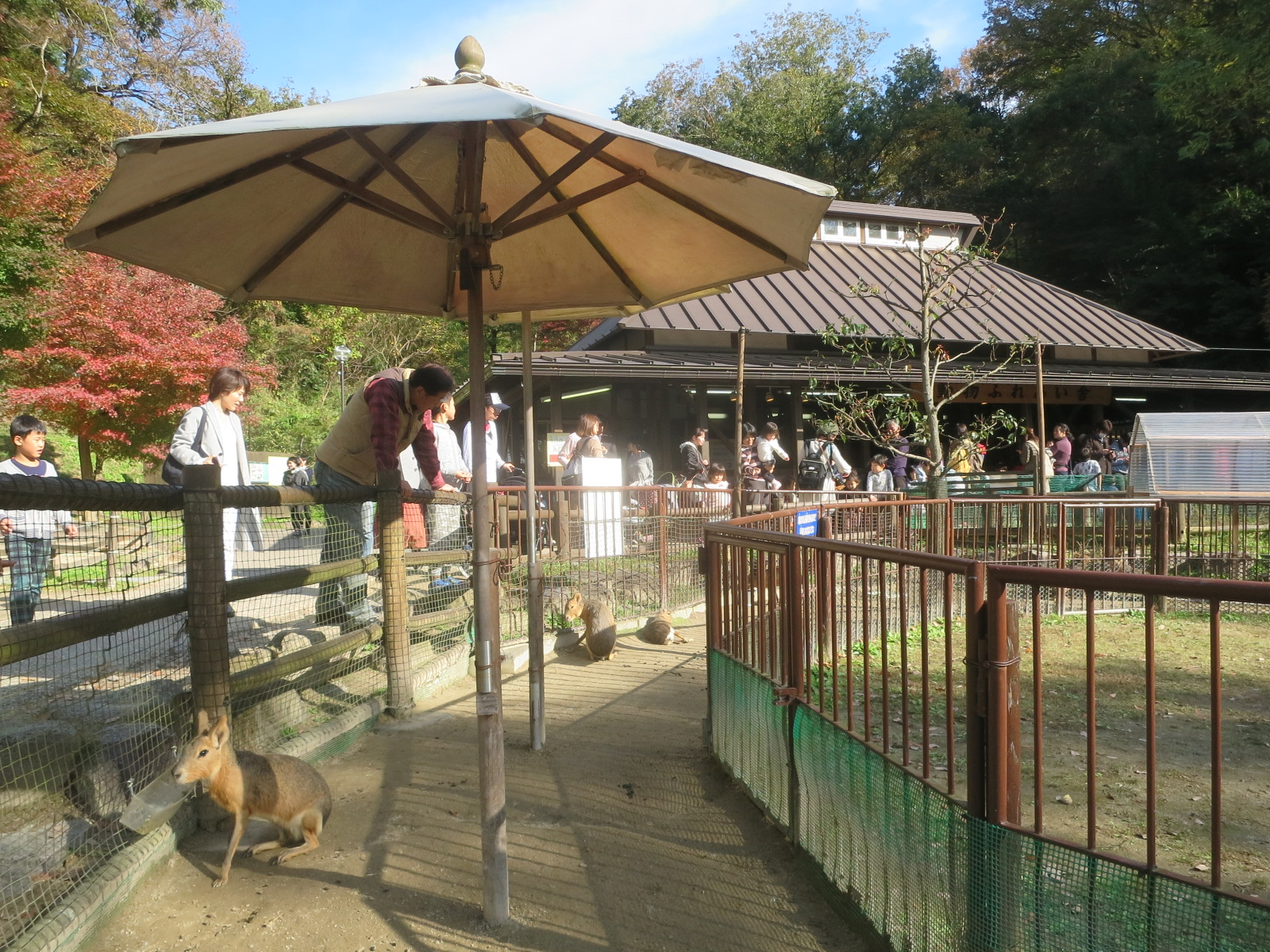
動物ふれあい広場
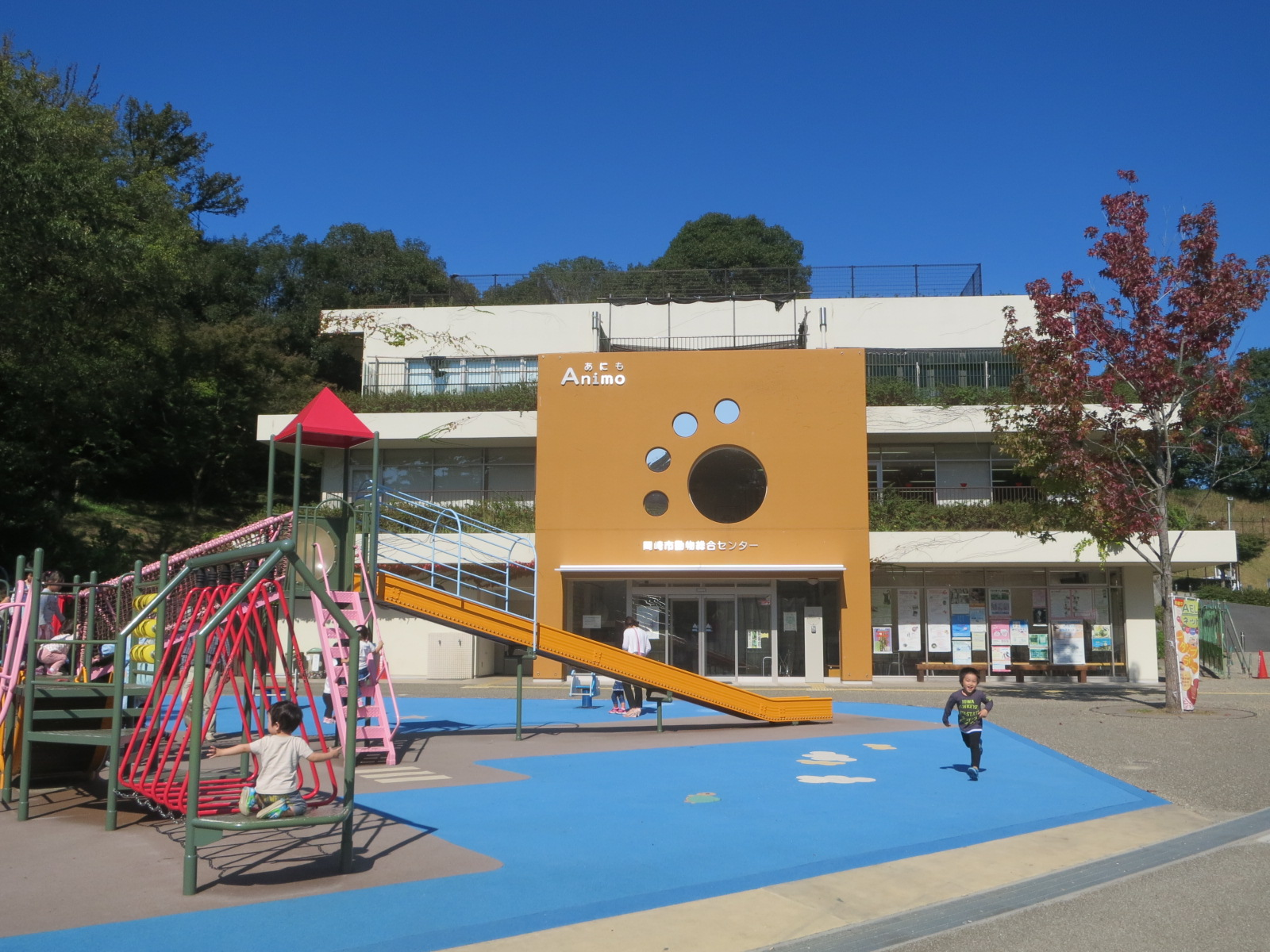
岡崎市動物総合センター Animo
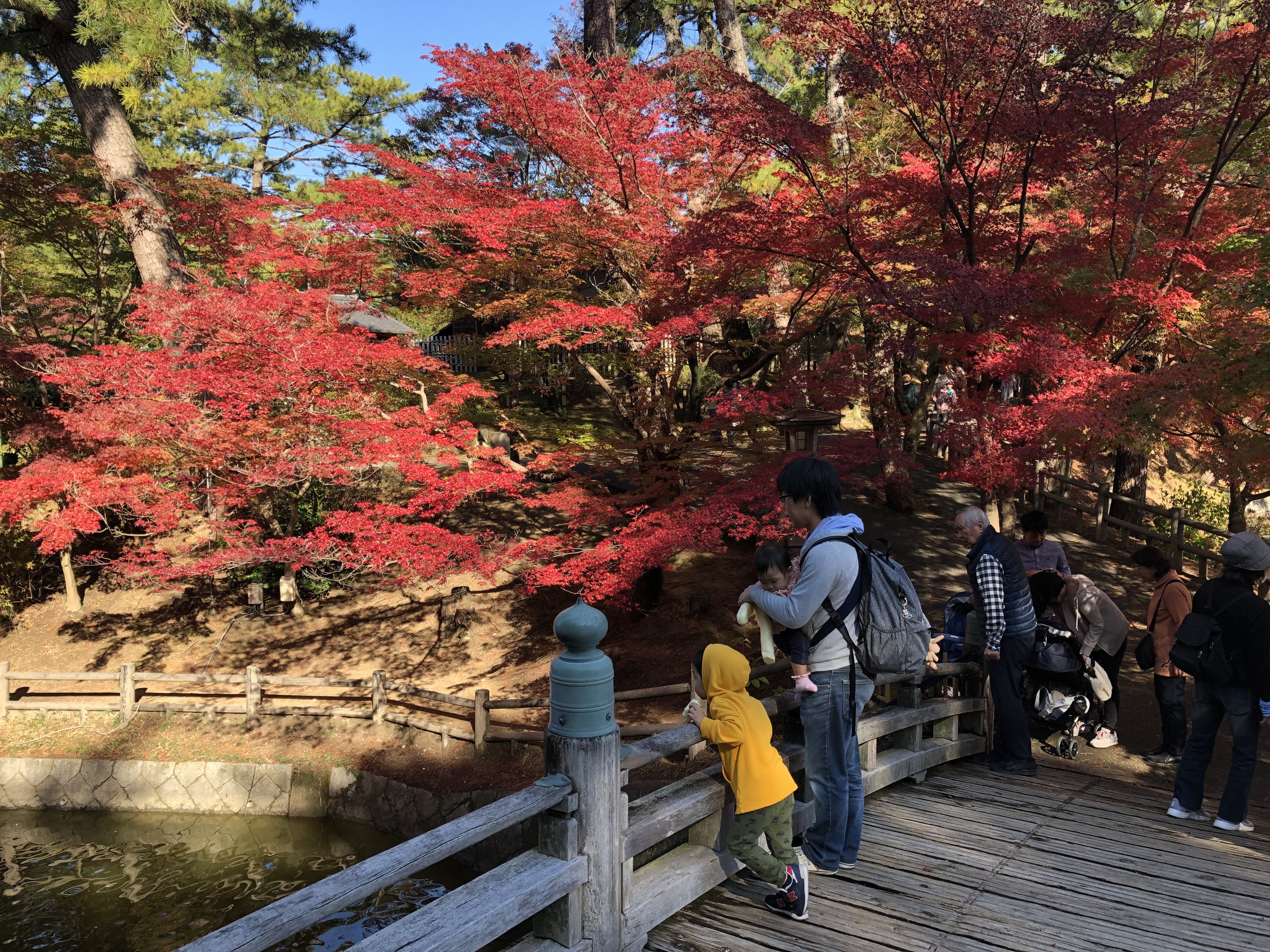
紅葉
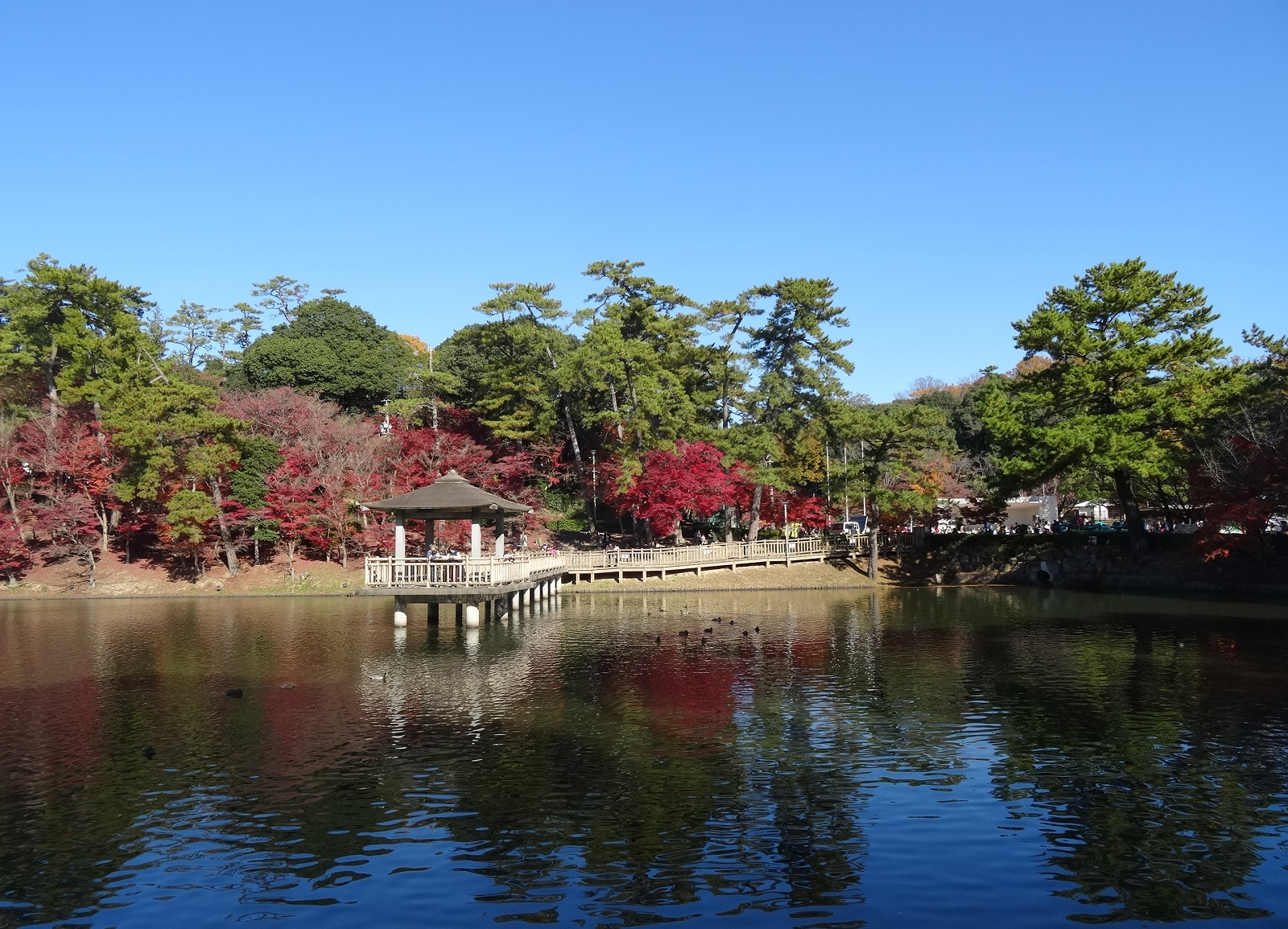
あしのべ池
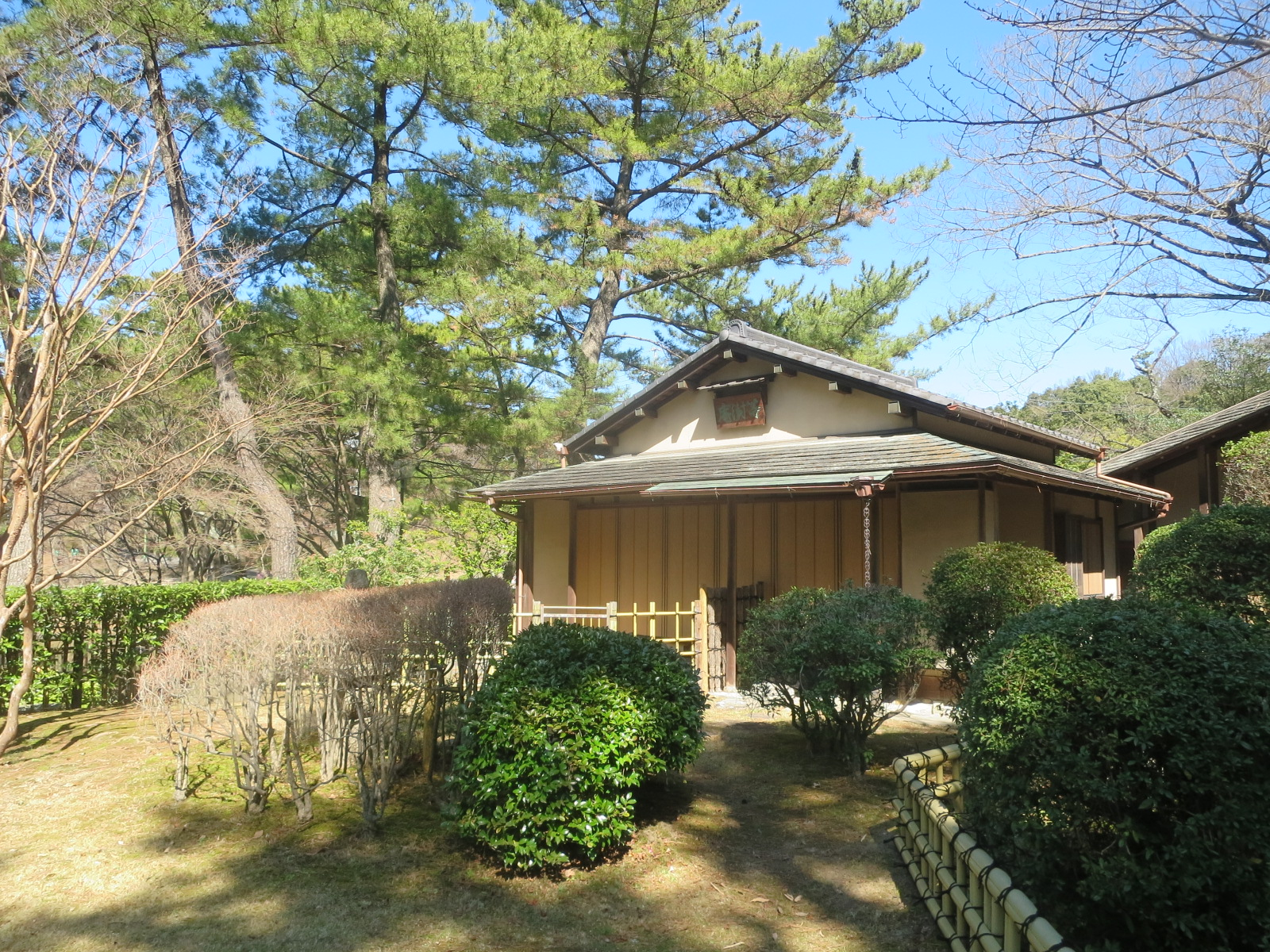
等澍庵
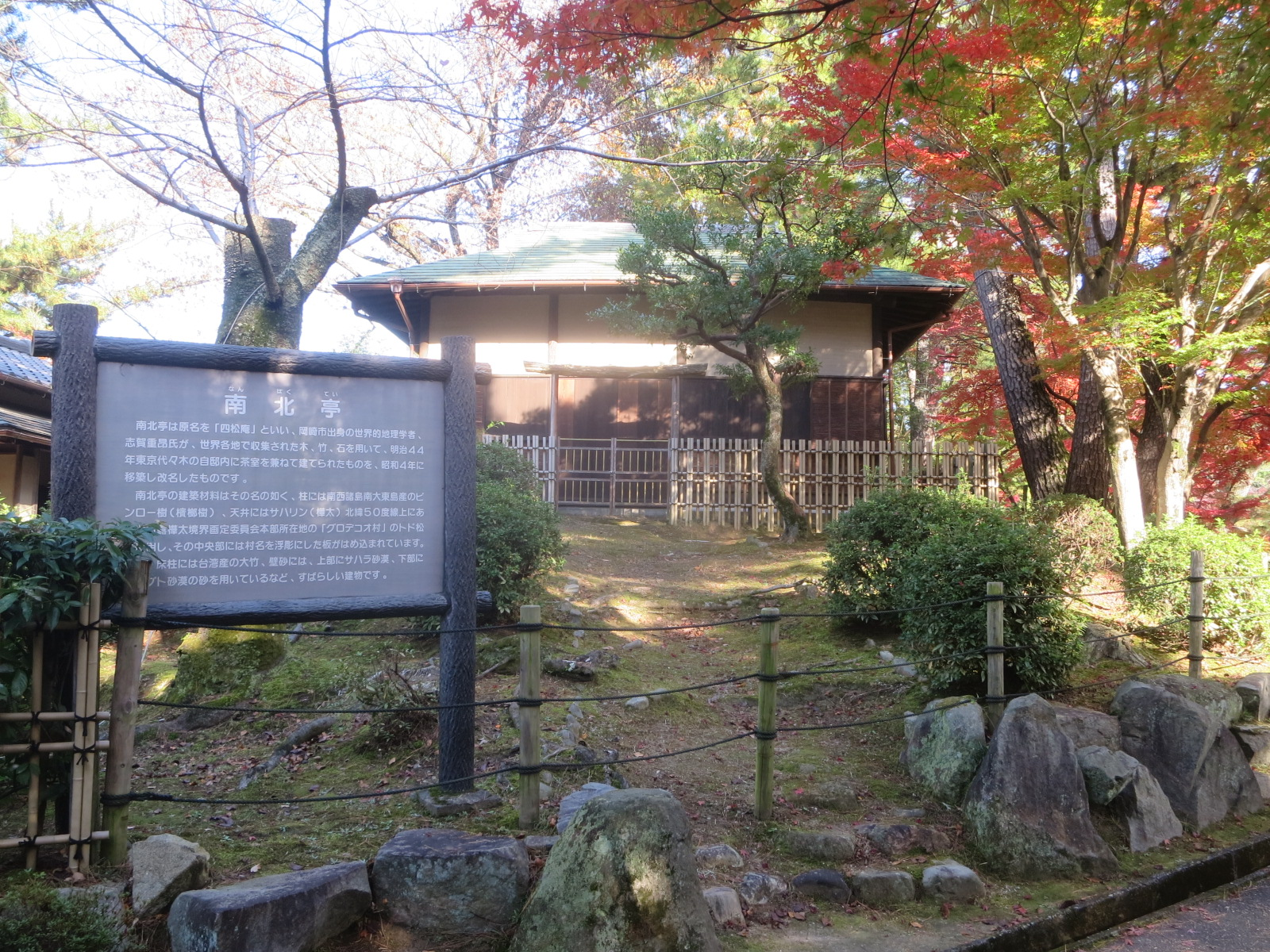
南北亭
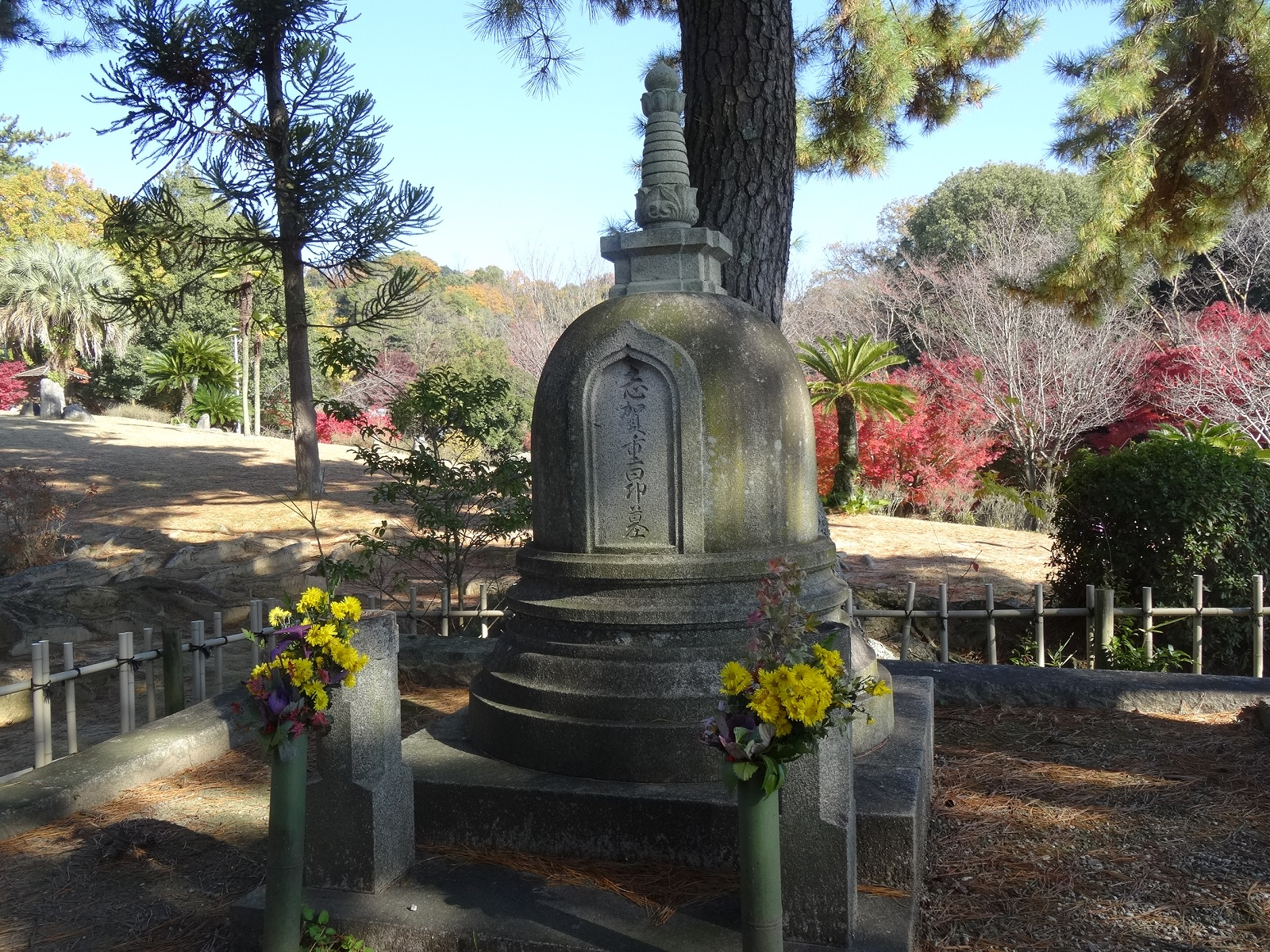
志賀重昂の墓
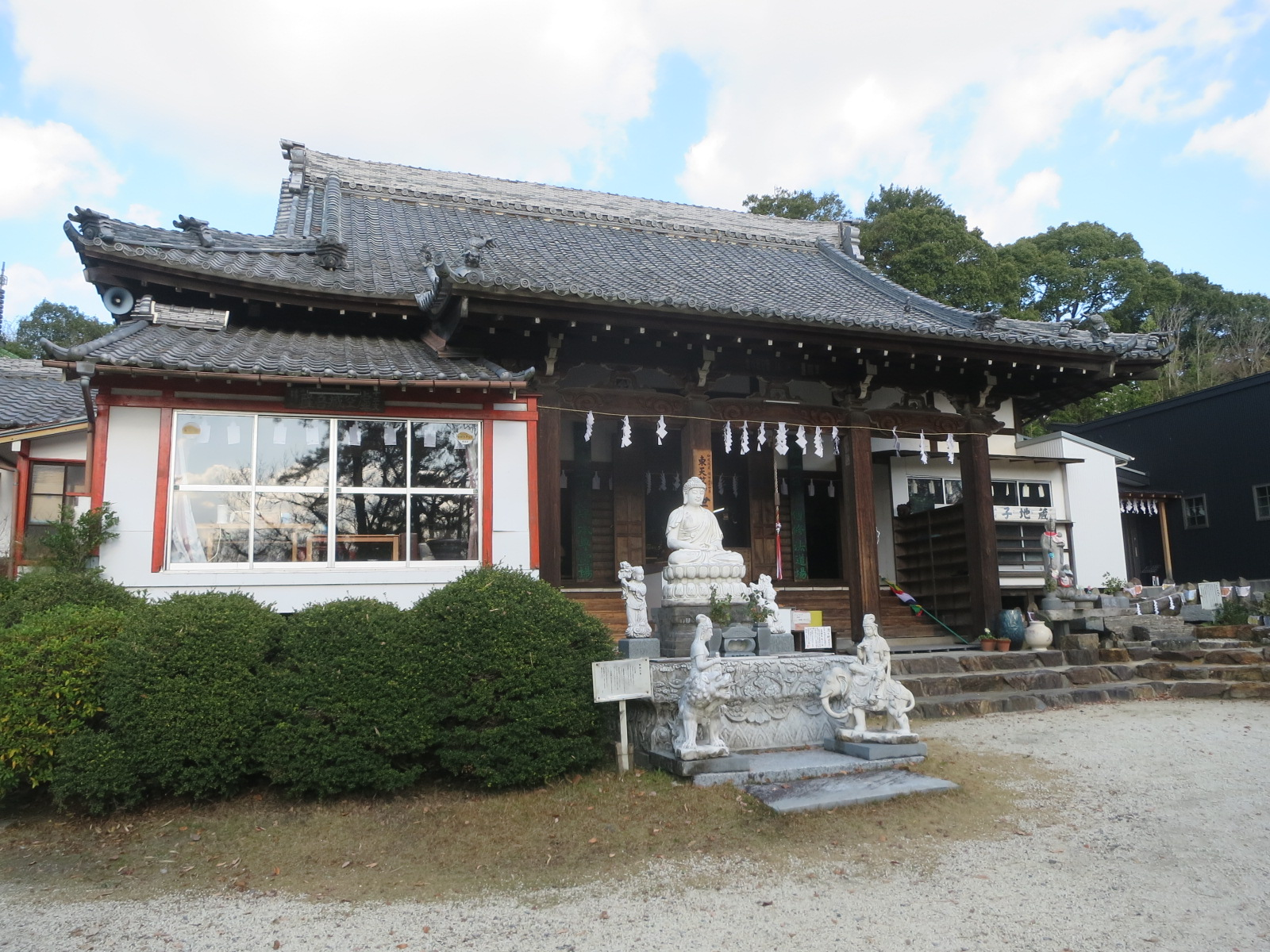
世尊寺
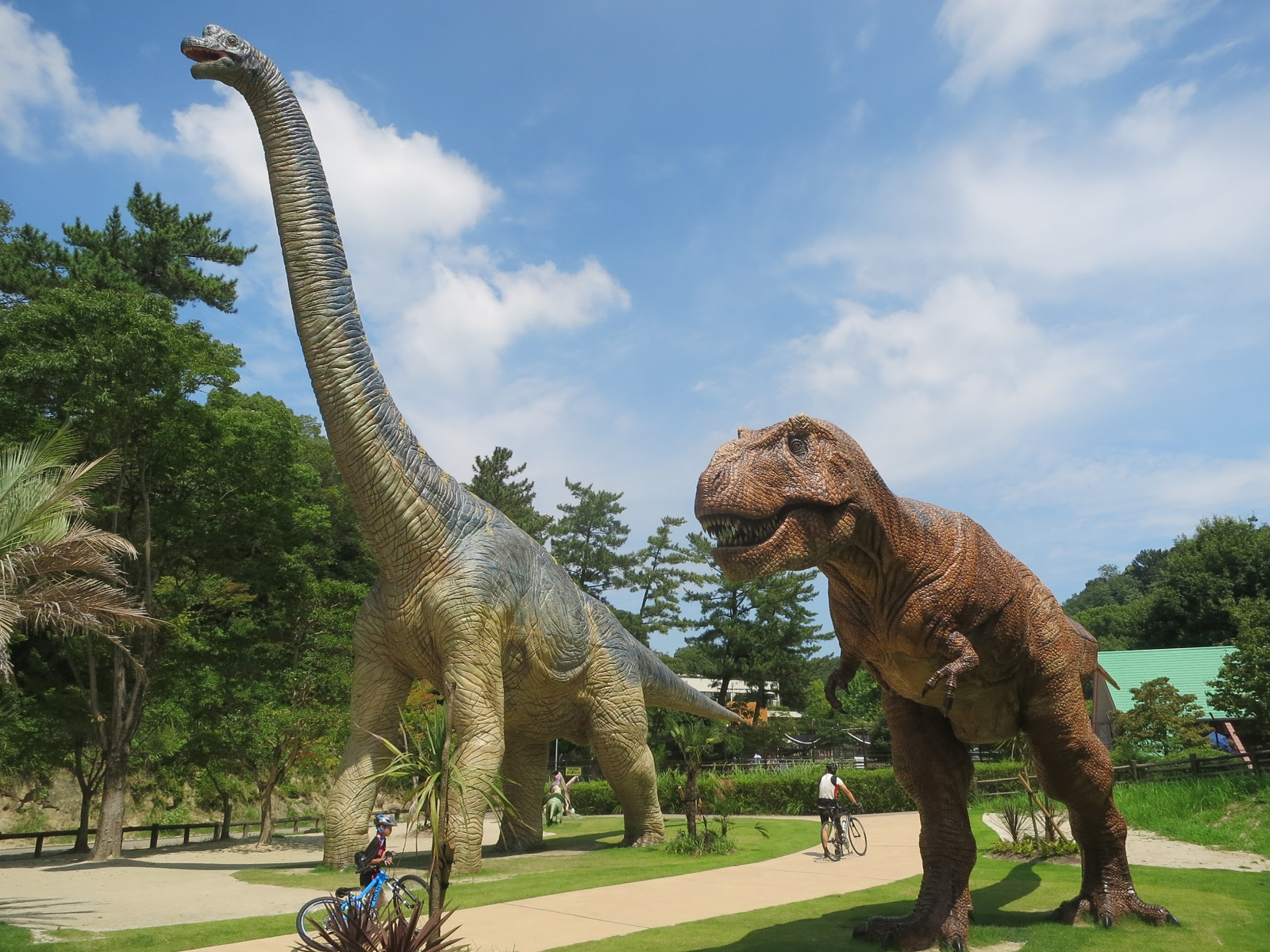
恐竜モニュメント
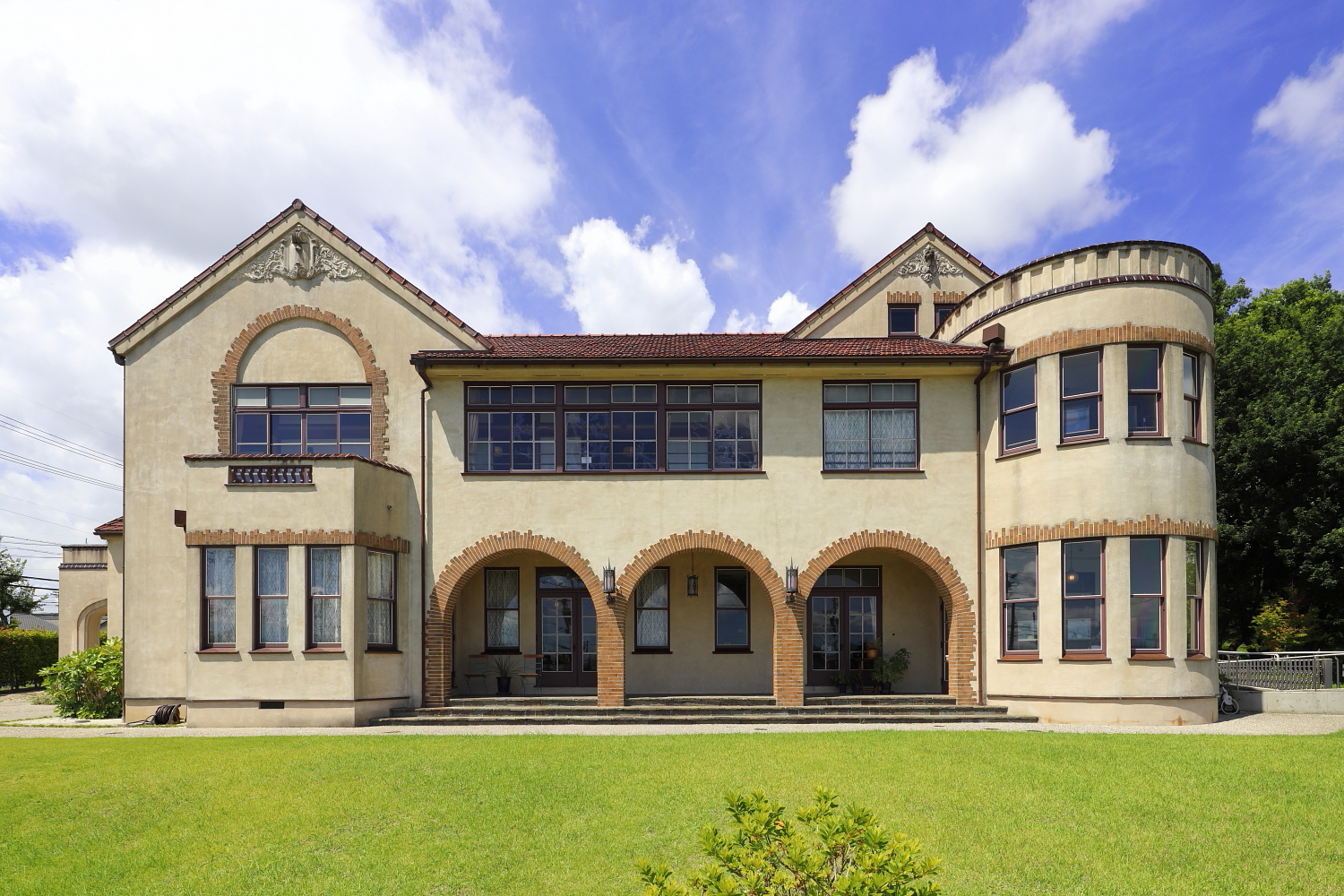
旧本多忠次邸
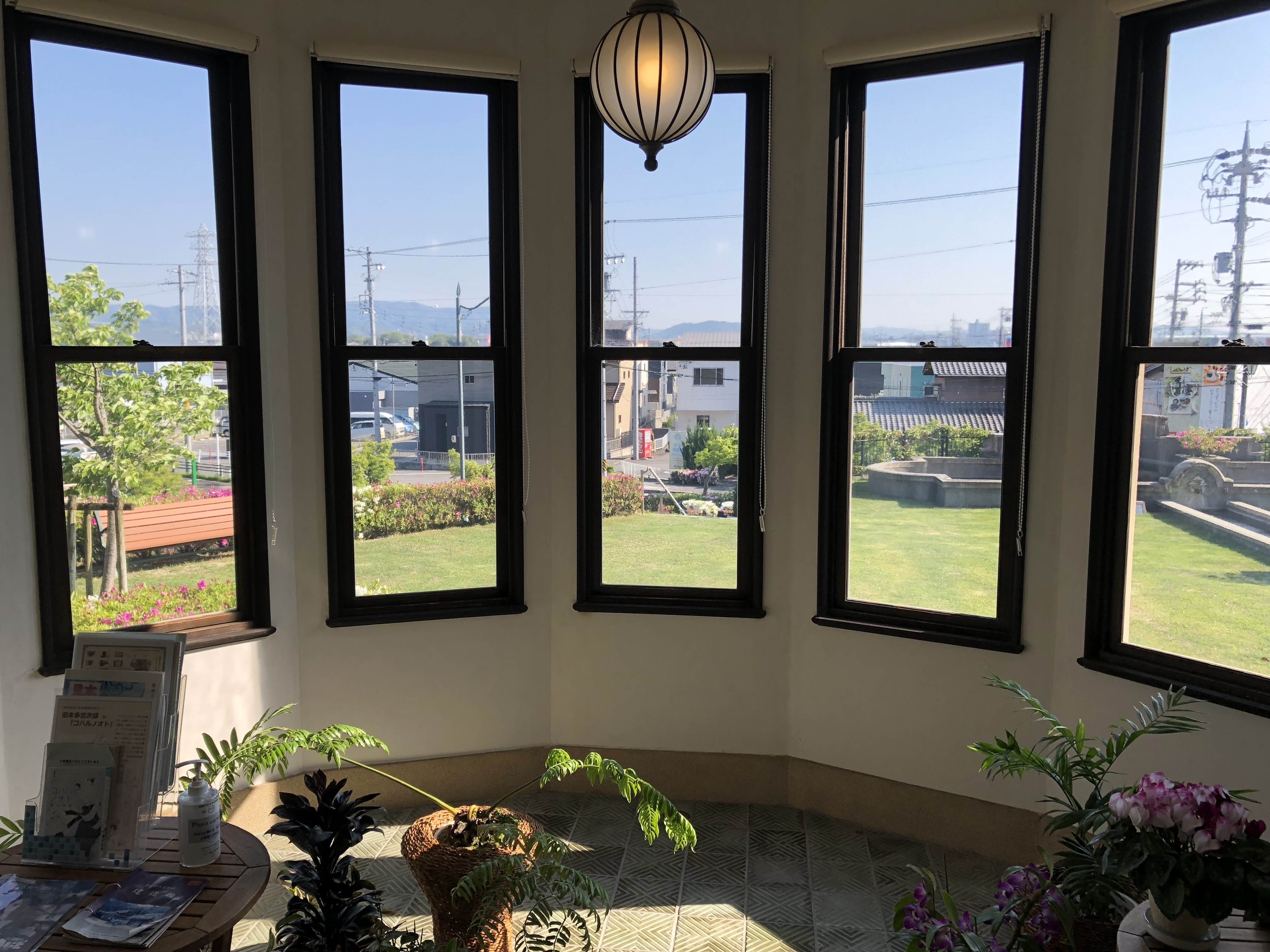
旧本多忠次邸の日光室
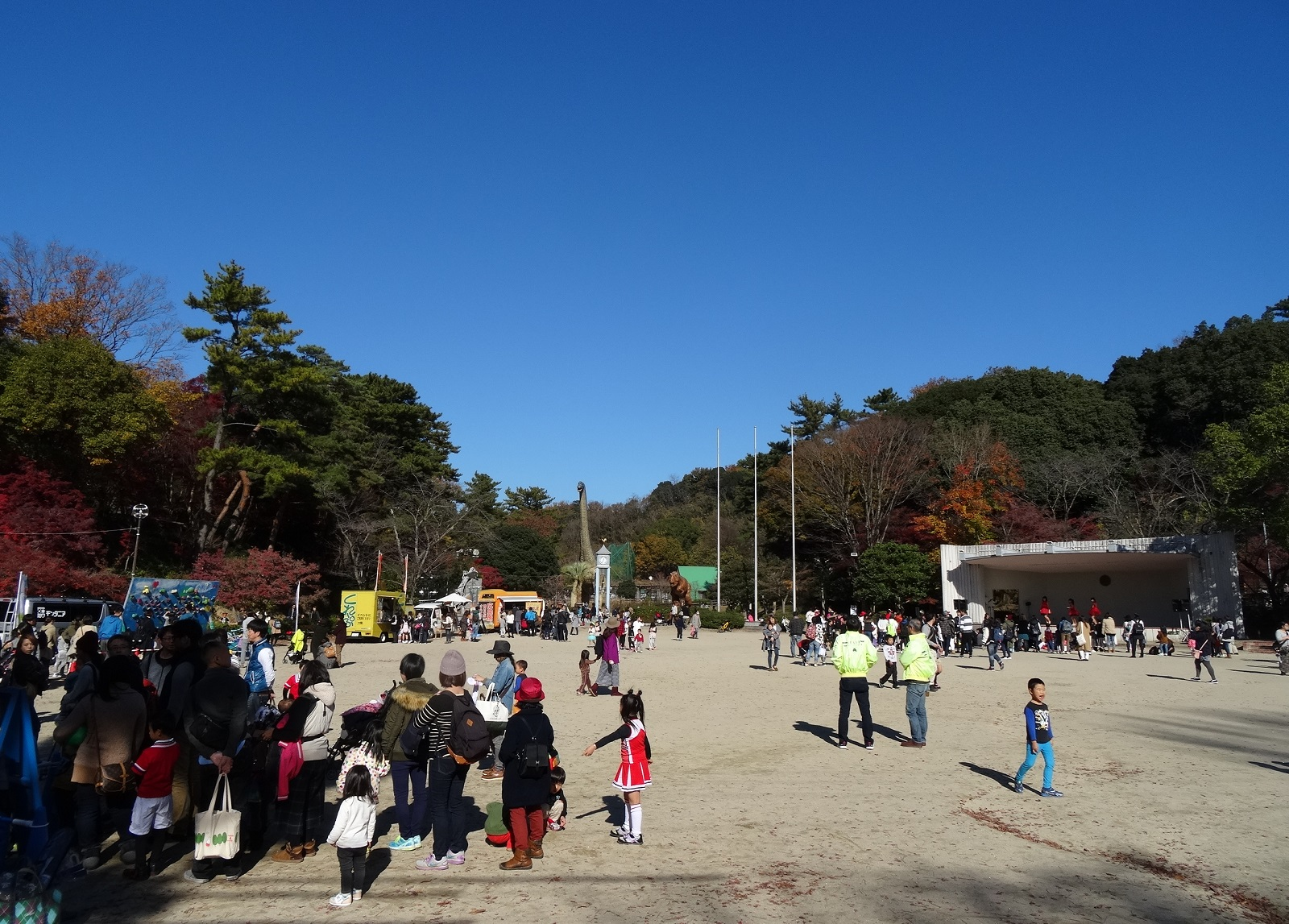
多目的広場（2016年）
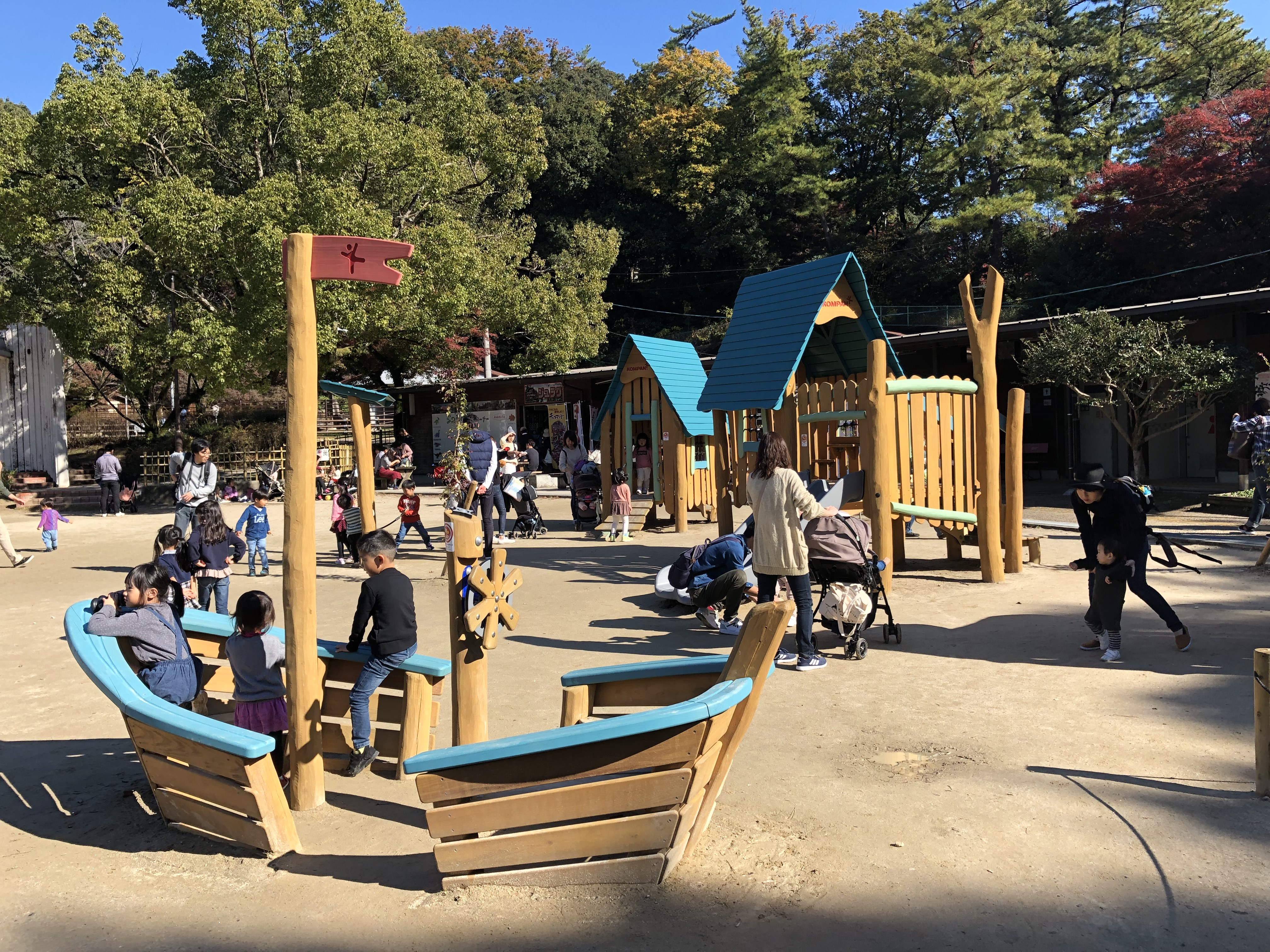
多目的広場（2019年）
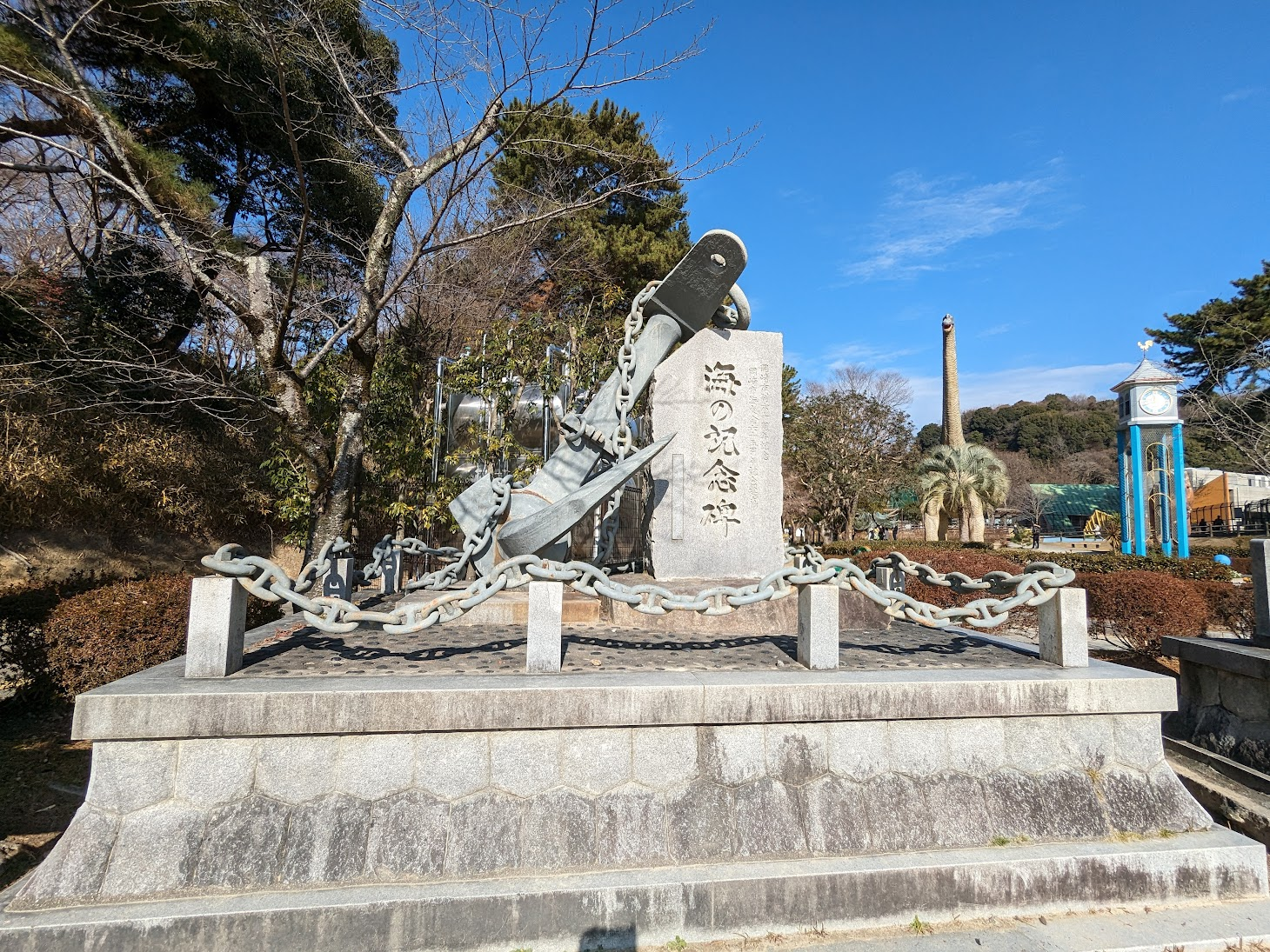
海の記念碑

## 交通アクセス
- 名鉄名古屋本線 東岡崎駅から名鉄バス「市民病院」行きで「東公園口」（または「東公園北」・「福祉の村」・「愛知病院前（「拠点快速・おかざきエクスプレス」利用時）」）停留所下車。

## 交通規制
南駐車場内とその入口道路（約30m程度）は大型貨物自動車駐車禁止である。なお大型貨物自動車に限らず、バスなどの中型・大型乗用自動車も基本的に駐車禁止の管理趣旨である。